# Zuzana Malíková
Zuzana Malíková (* 2. srpna 1983, Nové Zámky) je slovenská atletka, která se zaměřuje na chůzi. Na Mistrovství Evropy v atletice 2006 ve švédském Göteborgu dosáhla nový národní rekord v chůzi na 20 km časem 1: 32,14. V uvedených závodech obsadila 13. místo. Její trenérem byl Jozef Malík. Aktivní kariéru ukončila v roce 2011 pro ztrátu motivace. Momentálně žije v Irsku.